# Vich (Suíça)
Vich é uma comuna da Suíça, situada no distrito de Nyon, no cantão de Vaud. Tem 1,56 km² de área e sua população em 2018 foi estimada em 1.035 habitantes.